# Izlake
Izlake – wieś w Słowenii, w gminie Zagorje ob Savi. W 2018 roku liczyła 1148 mieszkańców.